# Bigues i Riells del Fai
Bigues i Riells település Spanyolországban, Barcelona tartományban. Lakosainak száma 10 036 fő (2024).

## Földrajza
Bigues i Riells del Fai Sant Quirze Safaja, Figaró-Montmany, L’Ametlla del Vallès, Santa Eulàlia de Ronçana, Caldes de Montbui és Sant Feliu de Codines községekkel határos.

## Népesség
A település lakosságának változását az alábbi diagram mutatja:
| Lakosok száma | 550  | 924  | 1028 | 1004 | 1983 | 6636 | 8401 | 8854 | 9092 | 10 036 |
|               | 1717 | 1887 | 1936 | 1960 | 1986 | 2004 | 2009 | 2014 | 2019 | 2024   |